# Vojnić Breg
Vojnić Breg is een plaats in de gemeente Bedekovčina in de Kroatische provincie Krapina-Zagorje. De plaats telt 167 inwoners (2001).